# Raphael Ernst May

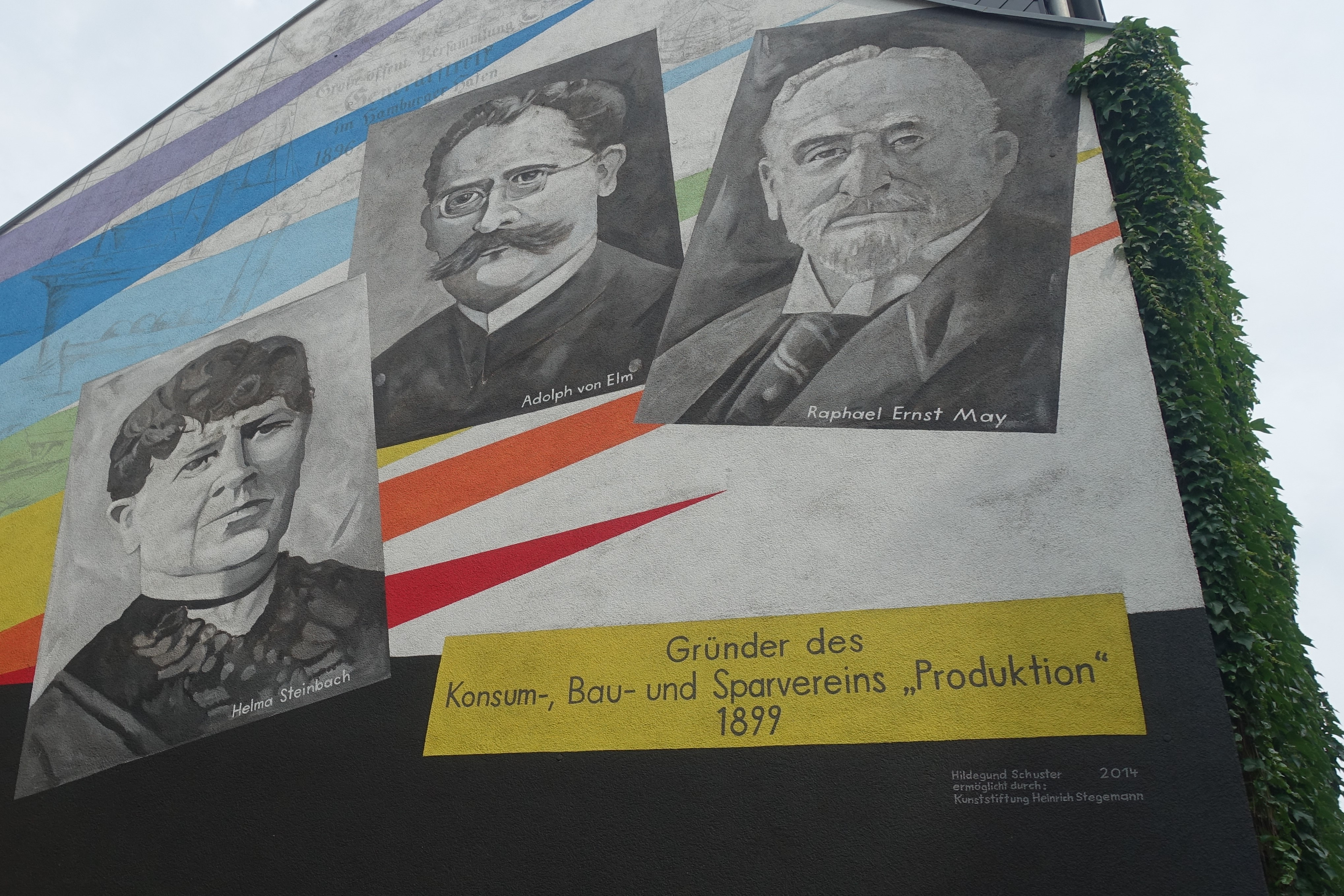
Wandbild in Hamburg-Ottensen – Gründer des Konsum-, Bau- und Sparvereins Produktion 1899: Helma Steinbach, Adolph von Elm und Raphael Ernst May. Finanziert von der Heinrich-Stegemann-Kunststiftung.

Raphael Ernst May (* 21. Februar 1858 in Hamburg; † 7. Juli 1933 ebendort) war ein deutscher Wirtschaftspublizist und Mitbegründer des Konsum-, Bau- und Sparvereins „Produktion“.

## Leben
Raphael Ernst May wurde 1858 in Hamburg geboren. Der Vater, Simon May, besaß als wohlhabender Textilgroßhändler in Hamburg das Bürgerrecht und war seit 1862 Vorstandsmitglied in der Jüdischen Gemeinde gewesen. Nachdem sein Vater, Simon May (1816–1866), gestorben war, kam Raphael Ernst May als 8-Jähriger zu Verwandten in Frankfurt am Main, wo er nach der mittleren Reife eine Kaufmannslehre im Metallhandel absolvierte. Er arbeitete als Kaufmann im In- und Ausland. Das Familienunternehmen Simon May & Co., dass seit 1813 eine Filiale in Manchester und seit 1849 eine in Nottingham hat, wurde vom Kaufmann Philipp Simon weitergeführt.
Im Februar 1886 wurde May Prokurist der in Hamburg ansässigen Firma Louis Marx & Co. 1889 wurde May zunächst Prokurist, dann Teilhaber und späterer Alleineigentümer der Zuckergroßhandlung Alexander Jahn & Co. Bei seinen risikoreichen Waren-Termingeschäften kam es ihm auf umfassende Berücksichtigung von Informationen an.
Zusammenfassungen solcher Informationen veröffentlichte er wochenweise in den Handelsteilen von Hamburger und Berliner Zeitungen. Ab 1895 brachte er Jahresberichte zur allgemeinen wirtschaftlichen Entwicklung heraus. Er beobachtete, dass der Massenkonsum anwuchs, die marxistische Vorhersage von der langsamen Verelendung der Arbeiter und das Eherne Lohngesetz von Ferdinand Lassalle also nicht eintraten. Eduard Bernstein versorgte er mit statistisch begründeten Argumenten zur Marx-Kritik.
Beim Hafenarbeiterstreik 1896/97 suchte er Kontakt zu Adolph von Elm sowie Gewerkschaftsfunktionären und wurde Mentor für die 1898 erfolgte Gründung des Konsum-, Bau- und Sparvereins „Produktion“. Dass Elm seinen Beitrag in der Gründungsgeschichte schmälerte, hat ihn zeitlebens gekränkt. Er gehörte von der Gründung der Genossenschaft vermutlich bis zu seinem Tod als Mitglied an, und er war in den Aufsichtsrat für die Periode 1904/05 gewählt worden und auch mehrmals in den Mitgliederausschuss.
Ab 1900 widmete er sich nur noch seinen Publikationen, die als Aufsätze in renommierten Fachzeitschriften wie Schmollers Jahrbuch, Preußische Jahrbücher, Archiv für Sozialwissenschaft und Sozialpolitik, Finanzarchiv erschienen, und berichtete über Volkseinkommen, Konsum, Steuern und demographische Fragen.
Im Ersten Weltkrieg arbeitete er ehrenamtlich in der Hamburger Nachrichtenstelle des preußischen Generalstabes über Außenwirtschaft und Ernährungslagen.
Im Juni 1891 verlobte May sich mit Blanche Adler. Im Dezember 1893 erwarb Raphael Heyim Ernst May das Bürgerrecht für die Stadt Hamburg. Am 20. Juni 1892 wurden die Tochter Sara Fanny und 20. September 1898 der Sohn Simon Ernst geboren. Raphael Ernst May hatte mehrere Geschwister, u. a. den jüngeren Bruder Meyer Maximilian May, der viele Jahre als 1. Schriftführer der „Freien Vereinigung von Amateurphotographen zu Hamburg“ tätig war, die ältere Schwester Therese Treindel May, die mit dem Rabbiner Hermann Elchanan Gumpertz verheiratet war, und Louise May, die in Berlin mit Oscar Goldschmidt verheiratet war.

## Veröffentlichungen
- Die wirtschaftliche Entwicklung. Jahres-Bericht der Firma Alexander Jahn & Co, Hamburg Dezember 1895. (Puttkamer & Mühlbrecht, Berlin, o. J.) (Digitalisat)
- Die Kanone als Industriehebel nach nationalsozialem Rezept. In: Ethische Kultur. Heft 22, V. Jg. 1897, S. 169 [173] (Digitalisat)
- Wirtschafts- und handelspolitische Rundschau … ZDB-ID 721362-1
  - für das Jahr 1897. Puttkammer & Mühlbrecht, Berlin 1898, (Digitalisat)
  - für das Jahr 1898. Puttkammer & Mühlbrecht, Berlin 1899
- Die Wirthschaft in Vergangenheit, Gegenwart und Zukunft. Mit 130 Tabellen und vergleichenden Uebersichten zur Jahrhundertwende. 1901
- Das Grundgesetz der Wirtschaftskrisen und ihr Vorbeugemittel im Zeitalter des Monopols. F. Dümmler, Berlin 1902, (Digitalisat)
- Zur Hamburger Wahlrechts-Vorlage. Material zur Kritik ihrer Begründung. C. Boysen, Hamburg 1905, (Digitalisat)
- Zur Frage einer Vermögenssteuer in Hamburg mit Vergleich der Steuerlasten in Hamburg und Altona. Gräfe & Sillem, Hamburg 1911
- Kosten der Lebenshaltung und Entwicklung der Einkommensverhältnisse in Hamburg seit 1890. Duncker & Humblot 1915
- Konfessionelle Militärstatistik. Mohr, Tübingen 1917
- Der Frauenüberschuß nach Konfessionen. Marcus & Weber, Bonn 1919
- Mischehen und Ehescheidungen. In: Schmollers Jahrbuch für Gesetzgebung, Verwaltung und Volkswirtschaft. 53,1 (1929), Seite 383–419